# Ali ibn Ubaydallah
Abu l-Hasan Ali ibn Ubaydallah al-Sadik (mort 1041 o després), esmentat també con Ali Daya, fou un comandant militar gaznèvida sota el sultà Masud I ben Mahmud. Per la forma del seu nom el seu origen era tadjik i no turc. De la seva carrera als primers any no es coneix res.
Fou un dels comandants que va abandonar a Muhammad ben Mahmud a favor del seu germà Masud en la lluita per la successió el 1030. No fou un dels comandants principals però quan el príncep Yusuf ibn Sebuktegin (germà de Mahmud), el general Ali ibn Il-Arslan i altres comandants foren detinguts o deposats, va esdevenir comandant en cap de l'exèrcit de Khurasan al lloc d'Astigtigin Ghazi (un dels caiguts en desgràcia), i va rebre l'aprovació del visir Abd al-Razzak al-Maymandi.
Fou enviat a l'oest amb 4000 cavallers contra els seljúcides però hi va poder fer molt poc. Va lluitar a la decisiva batalla de Dandakan (1040), on els gaznèvides foren decisivament derrotats i van perdre Khurasan. Ali fou fet presoner junt amb altres comandants com Sübāšī, Begtoḡdī, i alguns més. Fou alliberat a canvi d'una gran suma de diners i al seu retorn fou empresonat a l'Índia on va morir al cap de poc.